# Monoidrocalcite
La monoidrocalcite è un minerale.